# Dědice (Nemyšl)
Dědice (německy Dietitz) jsou malá vesnice, část obce Nemyšl v okrese Tábor v Jihočeském kraji. Nachází se asi dva kilometry východně od Nemyšle. Je zde evidováno 25 adres. V roce 2011 zde trvale žilo 44 obyvatel.
Dědice leží v katastrálním území Dědice u Nemyšle o rozloze 2,92 km².

## Historie
První písemná zmínka o vesnici pochází z roku 1318.

## Obyvatelstvo
| Rok            | 1869 | 1880 | 1890 | 1900 | 1910 | 1921 | 1930 | 1950 | 1961 | 1970 | 1980 | 1991 | 2001 | 2011 | 2021 |
| -------------- | ---- | ---- | ---- | ---- | ---- | ---- | ---- | ---- | ---- | ---- | ---- | ---- | ---- | ---- | ---- |
| Počet obyvatel | 163  | 159  | 154  | 148  | 123  | 114  | 109  | 68   | 77   | 58   | 57   | 48   | 45   | 44   | 61   |
| Počet domů     | 19   | 21   | 23   | 23   | 20   | 20   | 21   | 22   | 22   | 18   | 16   | 23   | 24   | 24   | 26   |

## Obecní správa
Při sčítání lidu v letech 1850–1956 Dědice byly osadou obce Hoštice, se kterým patřily nejprve do okresu Tábor, ale v roce 1950 v okrese Votice. V letech 1957–1980 byly částí obce Nemyšl v okrese Tábor. Od 1. ledna 1981 do 23. listopadu 1990 byly částí obce Chotoviny v okrese Tábor. Od 24. listopadu 1990 jsou opět částí obce Nemyšl v okrese Tábor.

## Fotogalerie

Dědice
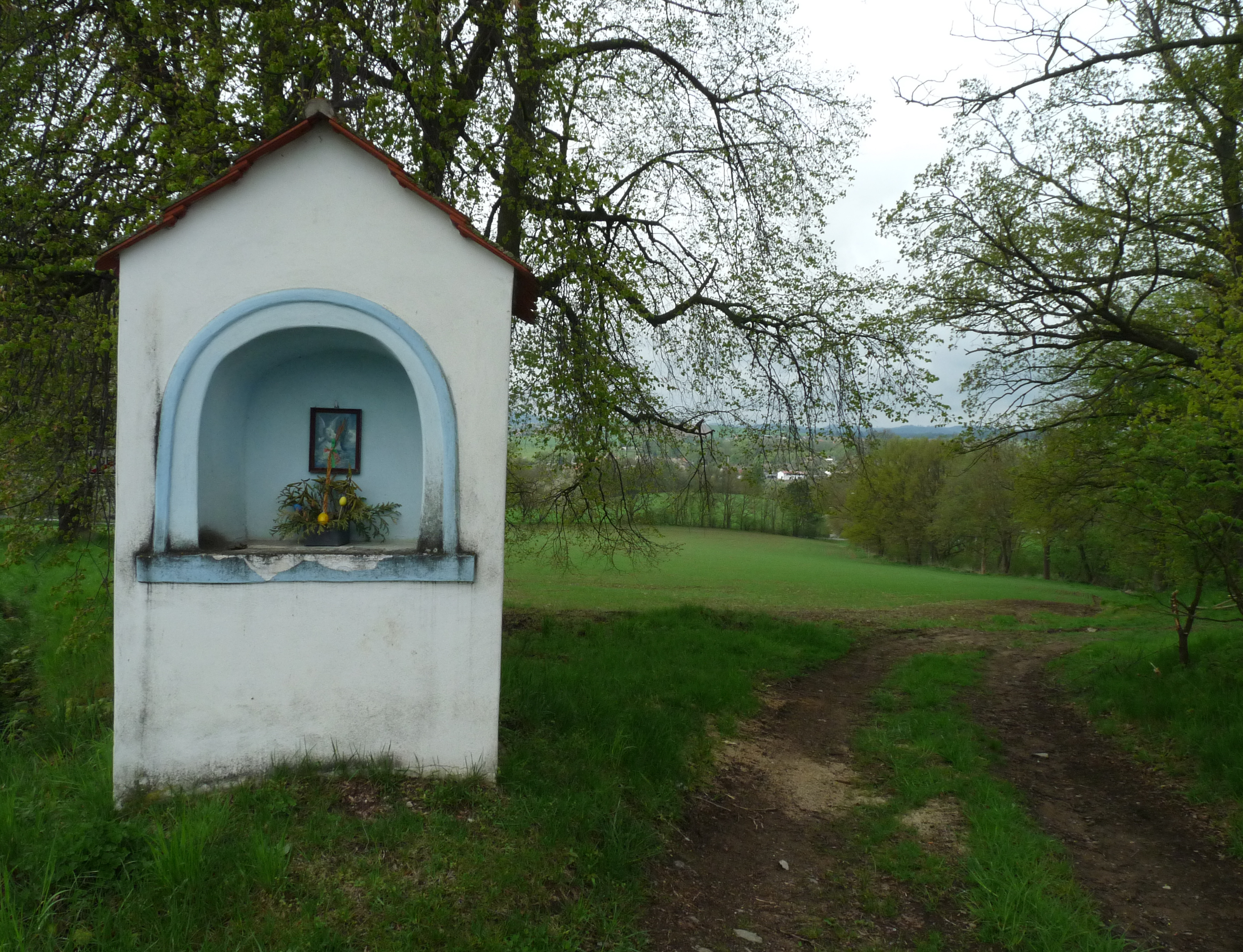
Kaplička
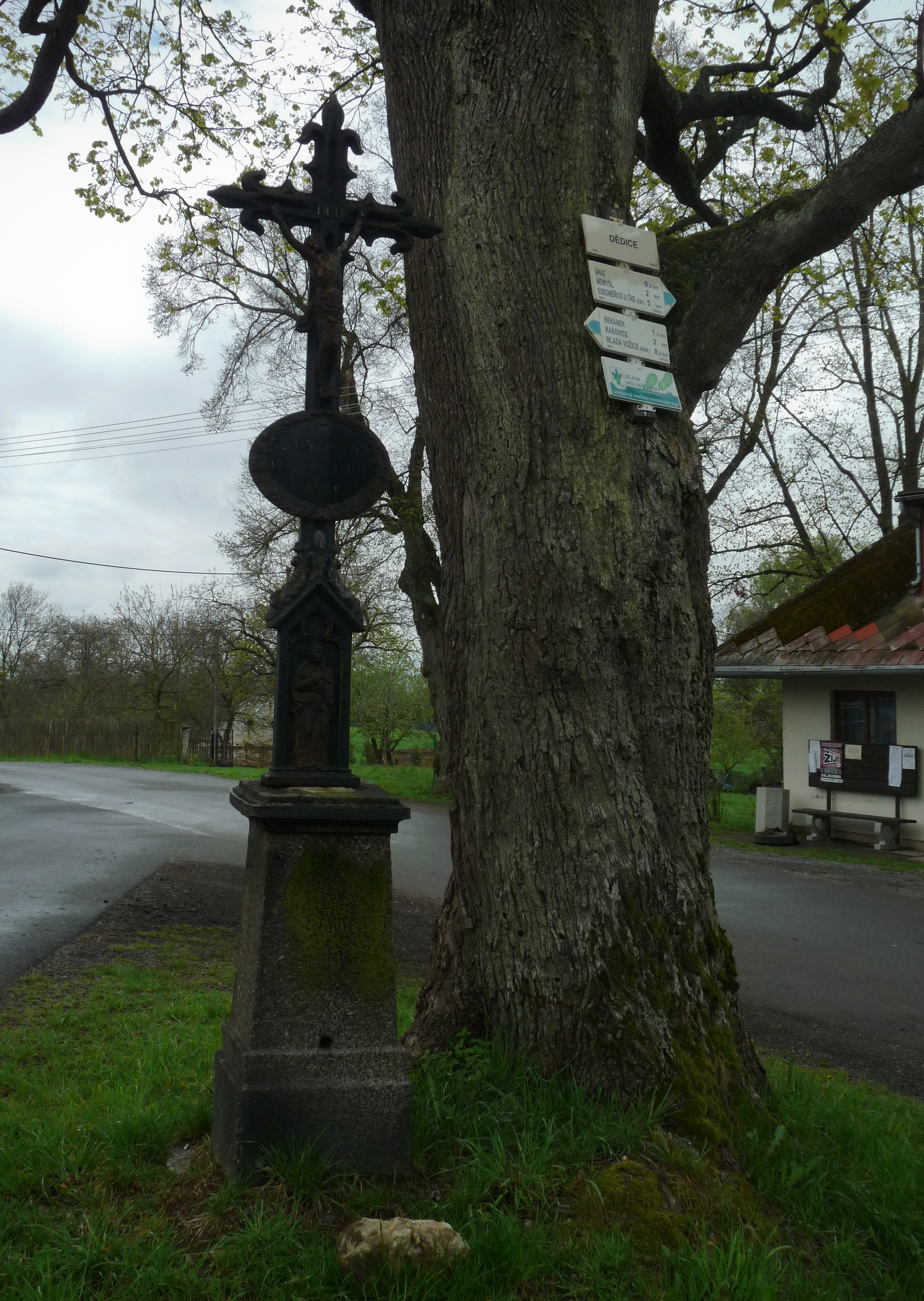
Křížek
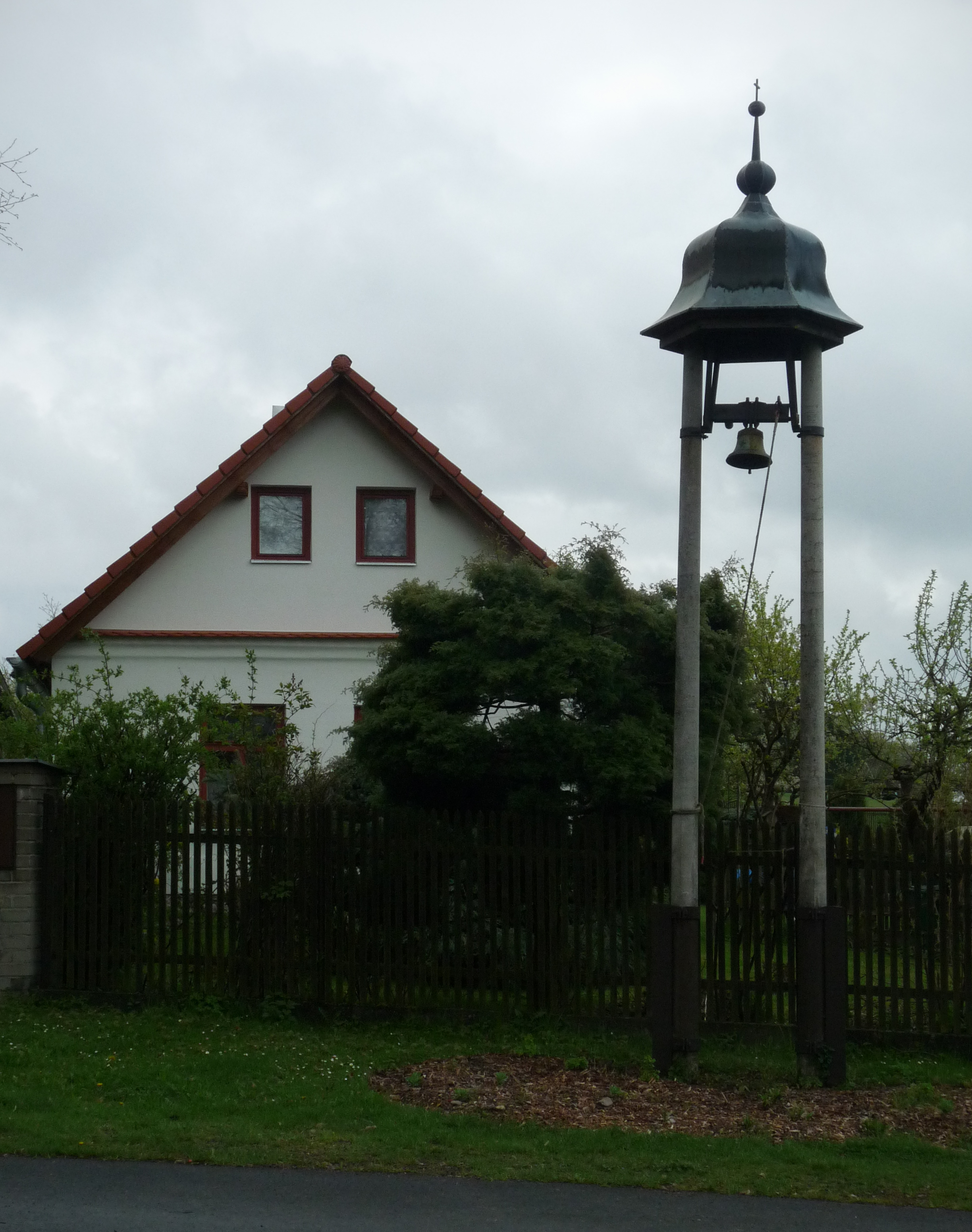
Zvonice
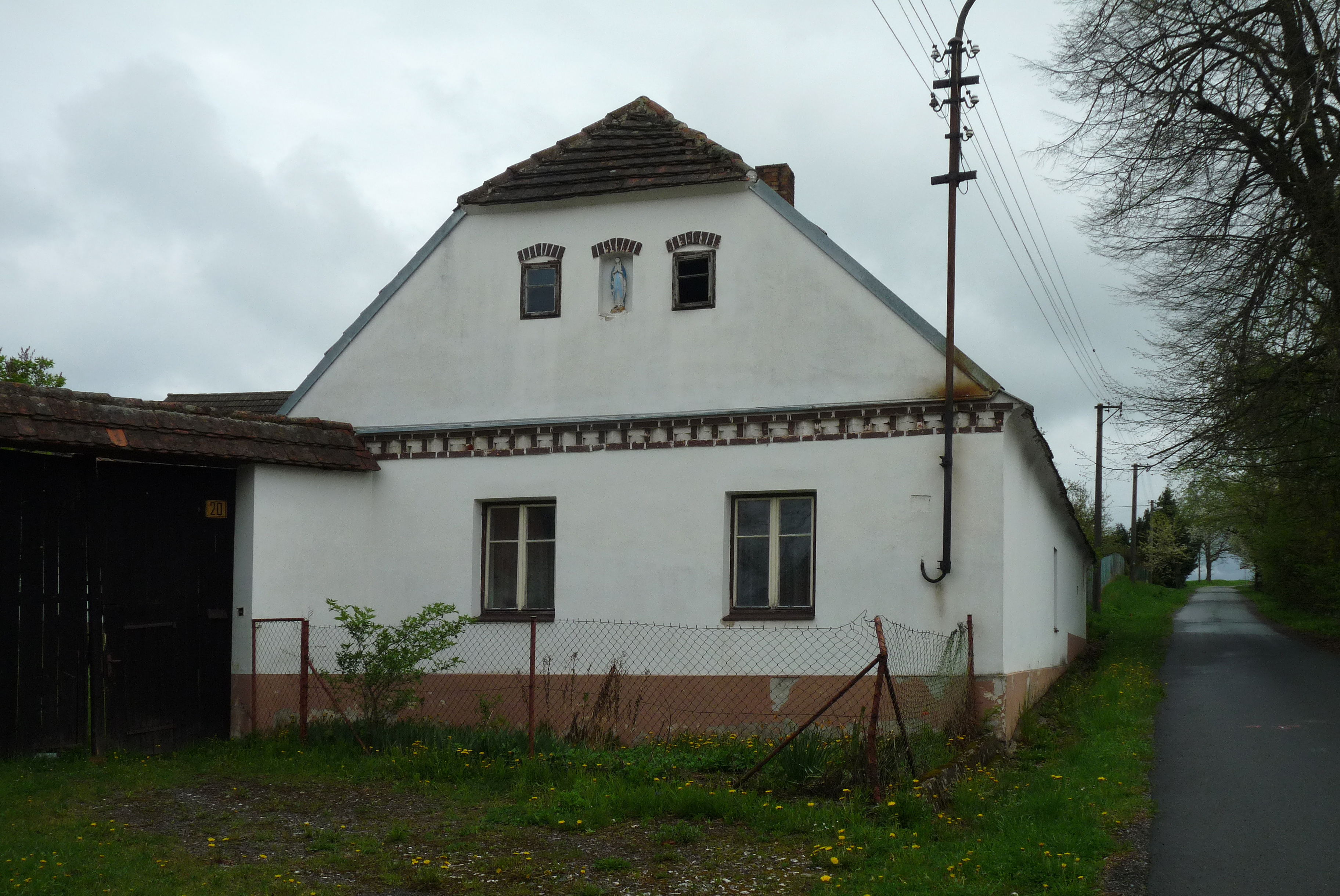
Stavení č.p. 20
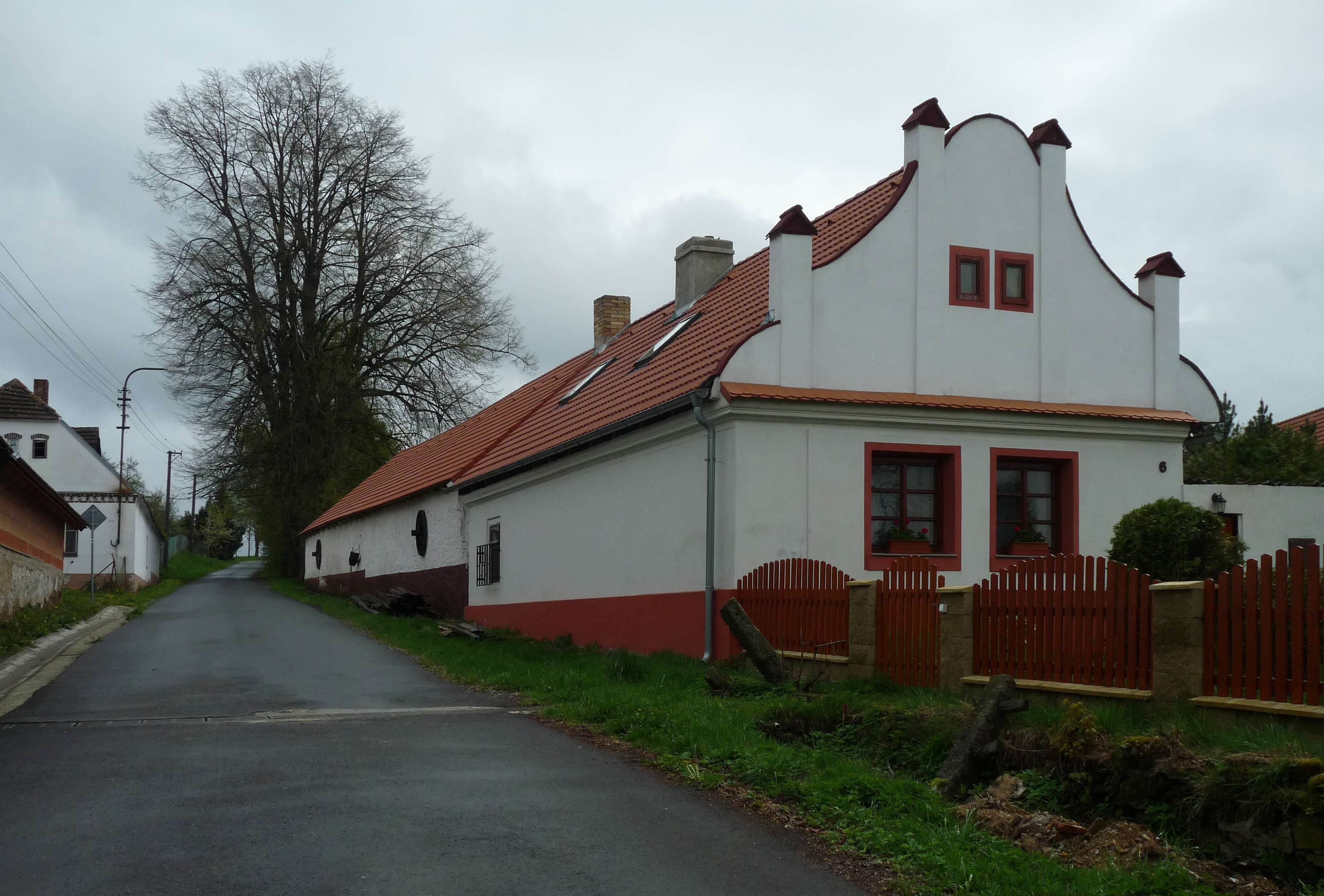
Stavení č.p. 6
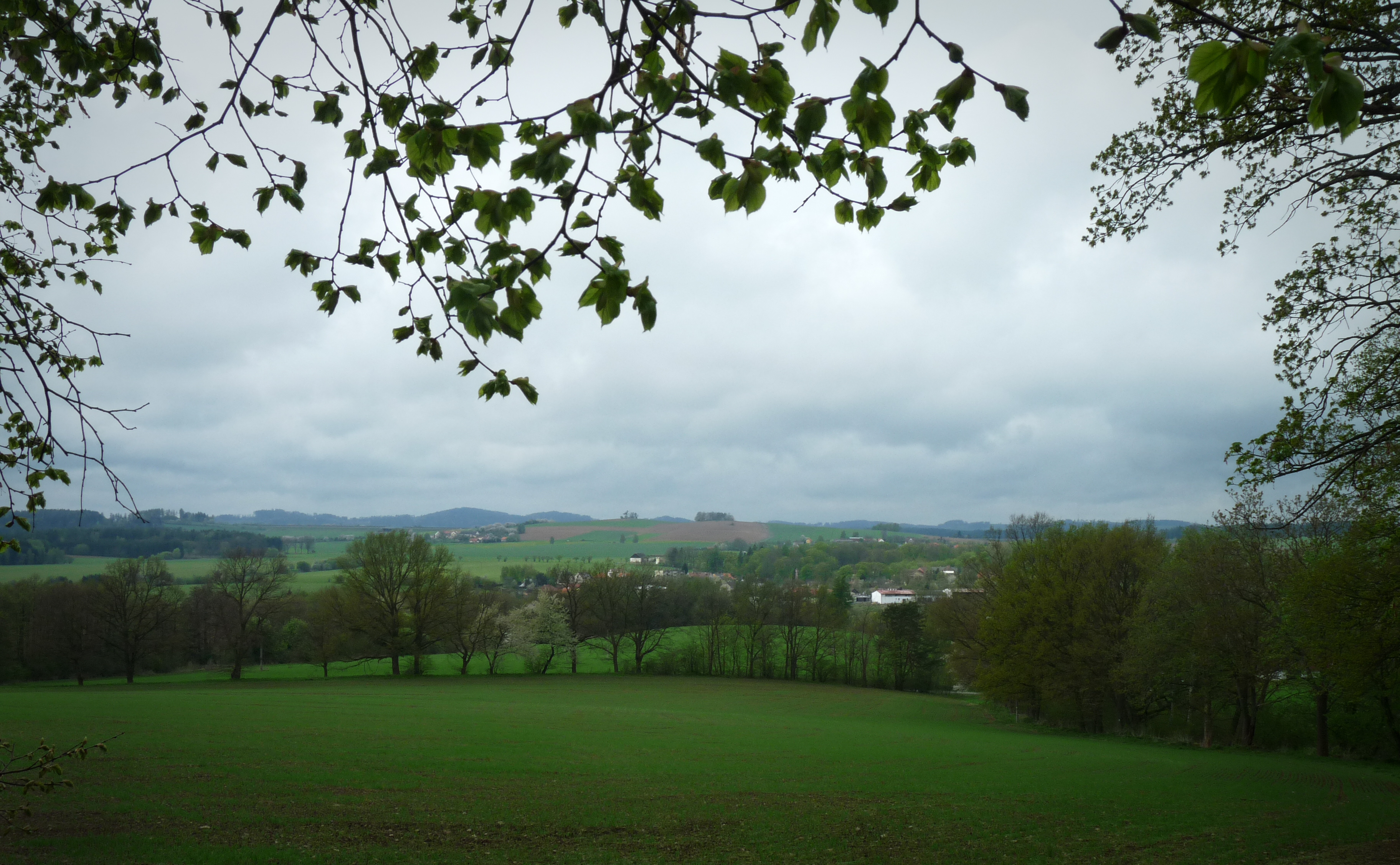
Pohled k obci